# Ламела, Хоэль
Хоэль Ламела Лоасес (исп. Joel Lamela Loaces; род. 29 января 1971, Нуэвитас, Камагуэй) — кубинский легкоатлет, специалист по бегу на короткие дистанции. Выступал за сборную Кубы по лёгкой атлетике в 1990—1996 годах, обладатель бронзовой медали Олимпийских игр в Барселоне, серебряный призёр Игр доброй воли, бронзовый призёр Всемирной Универсиады, двукратный чемпион Панамериканских игр, действующий рекордсмен страны в эстафете 4×100 метров.

## Биография
Хоэль Ламела родился 29 января 1971 года в муниципалитете Нуэвитас провинции Камагуэй, Куба.
Первых серьёзных успехов в лёгкой атлетике на международном уровне добился в сезоне 1990 года, когда в составе кубинской сборной выступил на домашнем юниорском первенстве Центральной Америки и Карибского бассейна в Гаване, где выиграл бронзовую медаль в беге на 100 метров, финишировал четвёртым в беге на 200 метров, одержал победу в эстафете 4×100 метров. Позднее в тех же дисциплинах стартовал на юниорском мировом первенстве в Пловдиве.
В 1991 году выиграл эстафету 4×100 метров на Панамериканских играх в Гаване, бежал 100 метров и эстафету на чемпионате мира в Токио.
В 1992 году на иберо-американском чемпионате в Севилье получил серебро в беге на 200 метров и завоевал золото в эстафете 4×100 метров. Благодаря череде успешных выступлений удостоился права защищать честь страны на летних Олимпийских играх в Барселоне — в эстафете 4×100 метров вместе с соотечественниками Андресом Симоном, Хоэлем Исаси и Хорхе Агилерой установил ныне действующий рекорд Кубы (38,00) и завоевал бронзовую олимпийскую медаль, пропустив вперёд только команды из США и Нигерии. Также в этом сезоне стал вторым в эстафете на домашнем Кубке мира в Гаване.
Будучи студентом, в 1993 году представлял Кубу на Всемирной Универсиаде в Буффало, где стал бронзовым призёром в зачёте эстафеты 4×100 метров.
В 1994 году среди прочего стал серебряным призёром в эстафете 4×100 метров на Играх доброй воли в Санкт-Петербурге, отметился победой на иберо-американском чемпионате в Мар-дель-Плате.
В 1995 году в эстафете 4×100 метров победил на Панамериканских играх в Мар-дель-Плате, тогда как на чемпионате мира в Гётеборге в ходе предварительного квалификационного этапа кубинцев дисквалифицировали.
Принимал участие в Олимпийских играх 1996 года в Атланте, где в программе эстафеты 4×100 метров стал шестым. По окончании сезона завершил спортивную карьеру.